# Rangun Zoo
Koordinaten: 16° 47′ 30″ N, 96° 9′ 34″ O
Der Rangun Zoo, offiziell Yongon Zoological Garden (birmanisch ရန်ကုန်တိုင်းဒေသကြီး) oder einfach Yangon Zoo,
ist ein Zoo in der Stadt Rangun in Myanmar, der auch umfangreiche botanische Anlagen sowie Museen, ein Aquarium und einen Vergnügungspark enthält.

## Geschichte
Im Jahr 1901 wurde mit dem aus einem Fonds stammenden Geld ein verwildertes, ca. 16 Hektar großes Gelände urbar gemacht, um einen Tierpark in Betrieb zu nehmen. Am 25. Januar 1906 wurde dieser unter dem Namen Victoria Memorial Park and Zoological Gardens eröffnet. Der Name wurde zu Ehren von Königin Victoria gewählt. 1951 änderte die damalige burmesische Regierung den Namen in Rangoon Zoological Gardens and Parks. Auf dem zwischenzeitlich auf 28 Hektar erweiterten Zoo-Gelände wurden später zwei Museen gebaut, namentlich 1966 ein Naturkundemuseum sowie 2019 ein Elefanten-Museum.

## Flora und Fauna
Der Rangun Zoo hält 45 Arten von Säugetieren, 72 Vogelarten sowie 19 Reptilienarten mit insgesamt rund 2000 Individuen (Stand 2024). Auf dem Zoogelände wird außerdem eine Vielzahl an Pflanzen gepflegt, dazu zählen neben hohen Laub- und Nadelbäumen mehrere Arten von Palmen, Bambus-, Gräser- und Kräuterarten, Sträucher, sowie saisonale Blumen.

## Arterhaltungs- und Schutzprogramme
Der Rangun Zoo beteiligt sich an mehreren Arterhaltungs-, Schutz- und Zuchtprogrammen.
Schwerpunkte bei der Zucht betreffen die Birma-Sternschildkröte (Geochelone platynota) und die Birmesische Dachschildkröte (Batagur trivittata), die beide vom Aussterben bedroht sind und in Freiheit ausschließlich in Myanmar vorkommen. Außerdem werden Bengal-Tiger (Panthera tigris tigris), Fischkatze (Prionailurus viverrinus) sowie Orienthornvogel (Anthracoceros albirostris) und Doppelhornvogel (Buceros bicornis) erfolgreich gezüchtet.